# 27147 Mercedessosa
27147 Mercedessosa è un asteroide della fascia principale. Scoperto nel 1998, presenta un'orbita caratterizzata da un semiasse maggiore pari a 2,9663669 UA e da un'eccentricità di 0,0116482, inclinata di 8,38574° rispetto all'eclittica.